# Royal Aircraft Factory R.E.8
Le Royal Aircraft Factory R.E.8 est un avion biplan de reconnaissance et par la suite de bombardement de la Première Guerre mondiale construit par la société Royal Aircraft Establishment.

## Caractéristiques

### Capacité
Deux personnes peuvent prendre place à bord.

### Motorisation
12 cylindres en V de 150 ch